# Kozowa

Herb Kozowej sprzed 1939

Kozowa (ukr. Козова) – osiedle typu miejskiego na Ukrainie, w obwodzie tarnopolskim, w rejonie tarnopolskim, nad Koropcem, do 2020 roku siedziba rejonu kozowskiego.
Znajduje tu się stacja kolejowa Kozowa, położona na linii Tarnopol – Stryj.

## Kalendarium
- 1410 rok pierwsze wzmianki, własność rodu Potockich[2]
- 1569 rok nadanie praw miejskich
- w II Rzeczypospolitej leżało w województwie tarnopolskim, w powiecie brzeżańskim.
- W latach 1934–1939 istniała gmina Kozowa.
- W 1937 roku przyznano obywatelstwo honorowe Kozowej Marszałkowi Edwardowi Śmigłemu-Rydzowi[3].
- We wrześniu 1939 roku nacjonaliści ukraińscy napadali na żołnierzy Wojska Polskiego, powracających do swoich domów, mordując wielu z nich.
- W latach 1942–1943 eksterminacja Żydów z getta w Kozowej, w czasie której Niemców wspierała Ukraińska Policja Pomocnicza.
- W latach 1940–1945 członkowie OUN-UPA zamordowali 37 Polaków[4][5].
- W 1945 roku ekspatriacja Polaków, z których znaczna część osiedliła się w Głuchołazach[6], a także w Racławicach Śląskich koło Prudnika[7].
- 60. lata XX w. – wysadzenie w powietrze kościoła pw. św Stanisława Biskupa i Męczennika[8]. Kościół wybudowano w latach 1899–1902 według projektu Jana Sasa-Zubrzyckiego[9].

## Zabytki
- zamek – obecnie po zamku nie ma śladu;
- kościół parafialny ufundowany przez Andrzeja Potockiego w 1669 roku;
- cerkiew pw. Zaśnięcia Bogarodzicy 1889 r. wybudowana w stylu neoklasycystycznym.

## Urodzeni
- Aleksander Orłowski – urodził się w 1863 r. w Kozowie, polski działacz plebiscytowy, dyrygent chórów, kompozytor i organizator życia muzycznego, urzędnik i radny
- Marcjan Trofimiak – urodził się 1947 r., biskup rzymskokatolicki, biskup pomocniczy lwowski w latach 1991–1998, biskup diecezjalny łucki w latach 1998–2012.

## Pobliskie miejscowości
- Brzeżany
- Podhajce
- Rohatyn
- Tarnopol